# Nippon Television
Nippon Television este o rețea de televiziune din Japonia. 